# 1,1,2-trikloro-1,2,2-trifluoroetan
1,1,2-trikloro-1,2,2-trifluoroetan, imenovan tudi triklorotrifluoroetan ali CFC-113, je klorofluoroogljikovodik. Ima formulo Cl2FC-CClF2. Brezbarvna in hlapljiva tekočina je splošno topilo.

## Atmosferske reakcije
CFC-113 je zelo nereaktiven klorofluoroogljikovodik. V atmosferi ostane približno 90 let, dovolj dolgo, da kroži iz troposfere v stratosfero. V stratosferi se lahko CFC-113 razgradi z ultravijoličnim sevanjem (sončna svetloba v območju 190-225 nm), ki ustvarja klorove radikale (Cl•), ki sprožijo hitro (nekajminutno) razgradnjo ozona:
{\displaystyle {\ce {CClF2CCl2F->{C2F3Cl2}+Cl.}}}
Tej reakciji sledi:
{\displaystyle {\ce {{ClO.}+{O}->{Cl.}+{O2}}}}
Postopek regenerira Cl• radikal, ki uniči še več O3. Radikal Cl• bo v povprečju razkrojil 100.000 molekul v svoji atmosferski življenjski dobi, ki traja 1–2 let. V nekaterih delih sveta so te reakcije občutno stanjšale naravno stratosfersko ozonsko plast Zemlje, ki ščiti biosfero pred sončnim UV-sevanjem; povečana raven UV žarkov na površini lahko povzroči kožnega raka ali celo slepoto.

## Uporaba
CFC-113 je bil eden najbolj proizvajanih CFC. Leta 1989 je bilo proizvedenih približno 250.000 ton. Uporabljali so ga kot čistilno sredstvo za električne in elektronske komponente. CFC-113 je poleg CFC-11 in CFC-12 eden izmed treh najbolj priljubljenih CFC spojin.
CFC-113 je zaradi majhne vnetljivosti in nizke toksičnosti idealen kot čistilo za občutljivo električno opremo, tkanine in kovine. Izdelka ne uniči, je nevnetljiv in ne reagira z drugimi kemikalijami.
CFC-113 so v laboratorijski analitiki nadomestila druga topila.
Pri redukciji CFC-113 s cinkom dobimo klorotrifluoroetilen:

{\displaystyle {\ce {{CFCl2-CClF2}+{Zn}->{CClF-CF2}+{ZnCl2}}}}

## Nevarnosti
Poleg svojih ogromnih vplivov na okolje, freon 113 tako kot večina drugih klorofluoroalkanov pri odprtem ognju tvori plin fosgen.

## Poglej tudi
- 1,1,1-trikloro-2,2,2-trifluoroetan